# 初美陽一
初美 陽一（はつみ よういち）は日本のライトノベル作家である。

## 来歴
2011年に『フリョーメシア！』(『優等生以上、フリョー未満な俺ら。』)で第3回GA文庫大賞奨励賞を受賞しを、第23回ファンタジア大賞で大賞および読者賞をW受賞した。

## 作品リスト

### ライトノベル
- 『優等生以上、フリョー未満な俺ら。』（GA文庫）
  1. 『優等生以上、フリョー未満な俺ら。』 2011年10月14日発売、ISBN 978-4-7973-6732-4
  2. 『優等生以上、フリョー未満な俺ら。2』 2012年1月13日発売、ISBN 978-4-7973-6867-3
  3. 『優等生以上、フリョー未満な俺ら。3』 2012年5月12日発売、ISBN 978-4-7973-7001-0
  4. 『優等生以上、フリョー未満な俺ら。4』 2012年9月14日発売、ISBN 978-4-7973-7148-2
  5. 『優等生以上、フリョー未満な俺ら。5』 2013年1月12日発売、ISBN 978-4-7973-7298-4
  6. 『優等生以上、フリョー未満な俺ら。6』 2013年5月14日発売、ISBN 978-4-7973-7346-2
  7. 『優等生以上、フリョー未満な俺ら。7』 2013年9月13日発売、ISBN 978-4-7973-7520-6
- 『ライジン×ライジン』（富士見ファンタジア文庫）
  1. 『ライジン×ライジン』2012年1月20日発行、ISBN 978-4-8291-3725-3
  2. 『ライジン×ライジン2』2012年4月20日発行、ISBN 978-4-8291-3756-7
  3. 『ライジン×ライジン3』2012年8月17日発行、ISBN 978-4-8291-3797-0
  4. 『ライジン×ライジン4』2012年12月25日発行、ISBN 978-4-8291-3837-3
  5. 『ライジン×ライジン5』2013年4月20日発行、ISBN 978-4-8291-3884-7
  6. 『ライジン×ライジン6』2013年8月20日発行、ISBN 978-4-8291-3927-1
  7. 『ライジン×ライジン7』2014年1月20日発行、ISBN 978-4-04-070009-0
  8. 『ライジン×ライジン8』2014年5月20日発行、ISBN 978-4-04-070117-2
  9. 『ライジン×ライジン9』2014年9月20日発行、ISBN 978-4-04-070333-6
- 『ドラゴン嫁はかまってほしい』（富士見ファンタジア文庫）
  1. 『ドラゴン嫁はかまってほしい』 2016年10月20日発売、ISBN 978-4-04-072094-4
  2. 『ドラゴン嫁はかまってほしい 2』 2017年2月18日発売、ISBN 978-4-04-072096-8
  3. 『ドラゴン嫁はかまってほしい 3』 2017年6月20日発売、ISBN 978-4-04-072328-0
  4. 『ドラゴン嫁はかまってほしい 4』 2017年10月20日発売、ISBN 978-4-04-072332-7
- 『最強奴隷商の烙印魔術と美少女堕とし』（富士見ファンタジア文庫）
  1. 『最強奴隷商の烙印魔術と美少女堕とし』 2019年2月20日発売、ISBN 978-4-04-073140-7
  2. 『最強奴隷商の烙印魔術と美少女堕とし2』 2019年6月20日発売、ISBN 978-4-04-073146-9
  3. 『最強奴隷商の烙印魔術と美少女堕とし3』 2019年10月19日発売、ISBN 978-4-04-073409-5
- 『異世界で最強の装備は、全裸でした どうか私に全裸を教えてくださいっ！ 全裸でなく《世界》だ！』 2020年10月17日発売、ISBN 978-4-04-073855-0
- 『どんなことでも褒めてくれて、過保護で溺愛してくる大魔法使い様』 2023年5月19日発売、ISBN 978-4-04-074979-2

#### 単行本未収録
- 『エターナルフォース・ラブリザード～効果：女の子に惚れられたら死ぬ～』（ドラゴンマガジン2014年3月号（2014年1月20日発売）付録冊子 龍皇杯ブック）

### 漫画原作
- 『優等生以上、フリョー未満な俺ら。』（ブレイドコミックス）
  1. 2013年8月10日発売、ISBN 978-4-80-000196-2
- 『ライジン×ライジン』（ドラゴンコミックスエイジ）
  1. 2012年9月6日発行、ISBN 978-4-04-712829-3
  2. 2013年3月6日発行、ISBN 978-4-04-712862-0
  3. 2013年8月6日発行、ISBN 978-4-04-712892-7
  4. 2014年2月8日発行、ISBN 978-4-04-070025-0
  5. 2014年7月9日発行、ISBN 978-4-04-070183-7
  6. 2014年12月9日発行、ISBN 978-4-04-070184-4